# ジョシュ・ペーターズ
ジョシュ・ペーターズ（Josh Peters、1995年10月12日 - ）は、ナシオナル、USブレッサンヌに所属するラグビーユニオン選手。

## プロフィール
- イングランド・シドカップ出身[1]。
- ポジションはロック(LO)。
- 身長 201cm、体重 108kg
- スペイン代表キャップは14(2025年1月現在）。

## 略歴
ノーサンプトン・セインツ、コヴェントリーRFC、ケンブリッジR.U.F.C.、ブラックヒースFC、スタッド・ディジョナイスを経て、2021年、ドンカスター・ナイツに加入。
2022年、ニューカッスル・ファルコンズに加入。
2023年、USブレッサンヌに加入。